# Hovborg Sogn
Hovborg Sogn er et sogn i Malt Provsti (Ribe Stift).
I 1896 blev Hovborg Kirke indviet som filialkirke, og Hovborg blev et kirkedistrikt i Lindknud Sogn, som hørte til Malt Herred i Ribe Amt. Lindknud sognekommune blev ved kommunalreformen i 1970 delt, så den østlige del med byen Lindknud indgik i Brørup Kommune, mens den vestlige del med byen Hovborg og kirkedistriktet indgik i Holsted Kommune. Brørup og Holsted kommuner blev ved strukturreformen i 2007 indlemmet i Vejen Kommune.
Da kirkedistrikterne blev ophævet i 2010, blev Hovborg Kirkedistrikt udskilt som det selvstændige Hovborg Sogn.
Stednavne, se Lindknud Sogn.